# Batalla de Anzio
La batalla de Anzio fue parte de las operaciones militares de la Segunda Guerra Mundial y duró desde el 22 de enero de 1944 hasta el 24 de mayo del mismo año.
Esta batalla se libró en los alrededores de las antiguas ciudades de Anzio y Nettuno, al desembarcar unos 40 000 soldados aliados como parte de la Operación Shingle.

## Planificación
Cuando los Aliados desembarcaron en Salerno, Italia en 1943, se creyó que los alemanes e italianos fascistas se replegarían al norte del país y se fortalecerían allí. En lugar de ello, las tropas del Eje se aferraron fuertemente a sus posiciones e hicieron muy lento el avance por la península. Desanimado, el general Eisenhower declaró que muchas vidas se perderían antes de poder llegar a Roma. No obstante, en octubre de 1943, se ideó un plan para llevar a cabo una operación anfibia a solo 53 kilómetros al sur de Roma.
Se planificó que una semana antes del asalto, el quinto ejército estadounidense lanzaría una ofensiva sobre la Línea Gustav en el área de Montecassino, que derrotaría al décimo ejército alemán y se encontraría con las tropas que habían desembarcado en Anzio para dirigirse a Roma. Al mismo tiempo, el octavo ejército británico atacaría el frente en el Adriático para evitar la movilización de otras fuerzas alemanas e italianas hacia el lugar del desembarco.
El 16 de enero de 1944, el quinto ejército atacó Montecassino, mas no pudo quebrar la línea; antes bien, el general Heinrich von Vietinghoff solicitó refuerzos y el mariscal Albert Kesselring envió varias divisiones Panzer desde Roma.

## El desembarco y primeros avances
El 22 de enero de 1944, los Aliados desembarcaron en las costas de Anzio y Nettuno a primera hora de la mañana. La invasión estaba bajo el mando del Mayor General John P. Lucas y se realizó de la siguiente manera:
- La Primera División del ejército británico y el 46.º Regimiento de Tanques Reales desembarcaron a 10 km al norte de Anzio.
- La Tercera División del ejército estadounidense desembarcó a 6 km al este de Anzio.
- Los Batallones Primero, Tercero y Cuarto de los Rangers y el 509º Batallón de Paracaidistas estadounidenses asaltaron el puerto de Anzio.

En el inicio se encontró poca resistencia y en el primer día se capturó a 200 alemanes, sufriendo los Aliados tan solo 13 muertos y 97 heridos. Los Rangers conquistaron parte de Anzio y los paracaidistas Nettuno, mientras que en el norte y el sur se avanzó 4 y 5 km, respectivamente. Cuando Kesselring y el general de brigada Siegfried Westphal se enteraron del exitoso desembarco, se prepararon para el inevitable avance hacia Roma, ya que no tenían suficientes fuerzas para detener al general Lucas. Sorprendentemente, este no se aprovechó de la situación y detuvo su avance.
Kesselring envió a miembros de la Cuarta División de Paracaidistas y la División Hermann Göring para defender el terreno entre Roma y Anzio. Por su parte, Hitler trajo tropas desde Yugoslavia, Francia y Alemania, además de la Tercera División de Panzers y la 71.ª de Infantería. Al finalizar el cuarto día desde el desembarco se estaba cerrando un cerco alrededor de las tropas en Anzio. La 29ª División SS Italiana compuesta por 650 hombres también fue enviada y usada como fuerza de choque contra las tropas aliadas.

## El cerco
El contraataque alemán se dirigió primero contra la Primera División británica en el Norte entre el 3 y el 4 de febrero. Ésta estaba esperándolos y se retiró de manera ordenada, no sin oponer primero una férrea resistencia.
Si bien perdieron mucho de lo que habían ganado, la retirada aliada no fue desorganizada y el general Lucas estableció como línea de resistencia el río Moletta en el Norte y el canal Mussolini en el Sur, ordenando que a partir de allí ninguna tropa debía retroceder.
El 16 de febrero, los alemanes continuaron su contraofensiva en el Norte, en el camino a Albano, logrando hacer retroceder la línea 5 km. Sin embargo, los Aliados la restauraron rápidamente, a costa de grandes pérdidas, ya que aproximadamente 5 133 soldados murieron o quedaron inhabilitados para combatir. Los alemanes también sufrieron muchas bajas, perdieron unos 5 389 hombres en cinco días. La imposibilidad de reemplazar las tropas obligó a los comandantes aliados a mantener ocupados a los 96 401 soldados aliados para repeler a los 120 000 alemanes que los rodeaban.
El 29 de febrero, los alemanes intentaron reducir el cerco de nuevo, y esta vez se dirigieron contra la Tercera División estadounidense, en el sector Cisterna. El LXXVI Cuerpo Panzer, junto con varias divisiones, atacó las defensas de la línea con la intención de llegar hasta Nettuno; sin embargo, los Aliados ya habían anticipado esta maniobra, y el general Truscott, que acababa de reemplazar a Lucas, había reforzado la línea en aquel punto.
La medianoche del 28 de febrero los alemanes iniciaron su ofensiva, pero el intenso fuego de artillería aliado les limitó su avance. Durante los siguientes días, los Aliados recibieron apoyo aéreo y la línea aliada no se movió, observando impotente el ejército alemán que, después de sufrir cuantiosas bajas en ambos bandos, los estadounidenses conservaban sus posiciones. El 4 de marzo, el comandante alemán Mackensen comprendió que el asalto era extremadamente costoso e inútil.
El último ataque del Eje costó 3 500 vidas y 30 tanques, y sin embargo, el territorio ganado fue rápidamente recuperado por la Tercera División estadounidense. Desde entonces, los alemanes e italianos fascistas lucharon a la defensiva, lo mismo que los Aliados. Durante tres meses ningún bando realizó otra acción más que defender sus respectivas posiciones.

## La ruptura del cerco
El 28 de marzo, la 34.ª División de Infantería reemplazó a una exhausta Tercera División en el frente de Cisterna; además unos 14 000 soldados de reemplazo llegaron a Anzio, y una División Armada estadounidense arribó también. Por último, el 22 de mayo la 36.ª División de Infantería desembarcó, aumentando considerablemente el número de efectivos aliados.
Finalmente, en la noche del 11 de mayo, el Quinto y el octavo ejército lanzaron un ataque sobre la Línea Gustav. El ejército alemán, que había resistido tanto tiempo en Montecassino, se replegó tras una semana de duros combates con fuerzas polacas, francesas y estadounidenses el 15 de mayo que culminaron en la toma del monasterio. Estas tropas se dirigieron velozmente a la zona de Anzio, combatiendo con todas las fuerzas enemigas que encontraban a su paso.
El 5 de mayo se dio la orden al general Truscott de romper el cerco en las zonas de Cisterna y de Velletri y de dirigirse a la autopista 6, para atrapar a los alemanes que estaban huyendo. Sin embargo, el general estadounidense Mark Wayne Clark le dijo a Truscott que al romper el cerco debía dirigirse rápidamente a Roma, ya que deseaba que fuera un ejército estadounidense el primero que entrase en la capital de Italia, y no un ejército británico, y este así lo hizo.
El 23 de mayo, apoyada por fuerte artillería aliada, la infantería rompió el cerco entre Velletri y Cisterna. Este último pueblo fue cercado y los alemanes lo defendieron desesperadamente. La captura del pueblo dos días después costó a los estadounidenses 476 vidas, 2 321 heridos y 75 desaparecidos en combate.
Finalmente, el 25 de mayo de 1944, a las 7:30 de la mañana, las tropas que habían roto el cerco se encontraron con las tropas del quinto ejército, casi cuatro meses después de lo planeado originalmente. El general Clark en persona felicitó a los combatientes.
Se estima que en la última ofensiva aliada, hubo 4 000 bajas y se perdieron 300 vehículos armados, si bien por otro lado se capturaron 4 838 enemigos y se destruyeron 700 vehículos.
El general Clark tomó algunas de las divisiones de Anzio y junto con el quinto ejército persiguió a los alemanes hasta Roma. Los estadounidenses llegaron a la capital italiana antes que los británicos, el 4 de junio de 1944. 
Sin embargo, los alemanes e italianos fascistas que se retiraron de Roma lograron conformar otra línea defensiva al norte del Italia, la llamada "Línea Gótica".